# Луї Ерсан
Луї Ерсан (фр. Louis Hersent; 10 травня 1777, Париж — 2 жовтня 1860, Париж) — французький художник.

## Біографія
Учень Ж.-Б. Реньо, спочатку тримався напрямку Л. Давида і Жироде і брав теми для своїх картин з грецької міфології, але незабаром став більш самостійним і став зображати частиною історично-побутові, частиною ідилічні і романтичні сюжети, а згодом зайнявся переважно портретним живописом, який приніс йому значну, але нетривалу популярність. З 1822 року був членом Інституту і з 1824 року в продовження багатьох років професором паризького училища витончених мистецтв. Серед його відомих учнів — Поль Жозеф Шенавар. Похований на кладовищі Пер-Лашез (32 ділянка).

## Творчість
Картини Ерсана відрізняються ясністю і жвавістю композиції, правдивістю експресії і прекрасним малюнком, але страждають холодністю колориту і сухістю кисті. Головні твори художника: «Ахілл віддає Брисеиду посланцям Агамемнона» (1804), «Атала отруюється на руках у Шактаса» (1806), «Фенелон призводить до селянина корову, відібрану у нього ворогом» (1810), «Дафніс виймає скалку з ноги Хлої» (1817), «Людовик XVI, що роздає гроші бідним під час голоду, який лютував у Франції в 1788 р» (1817; Версальський історичний музей).